# Düren
Düren är en stad i delstaten Nordrhein-Westfalen i västra Tyskland. Staden har cirka 93 000 invånare, på en yta av 85 kvadratkilometer, och ingår i storstadsområdet Rheinschiene.

## Sport
Dürener TV är aktiv inom många sporter, bl.a. har de kommit tvåa i Volleyball-Bundesliga (på herrsidan).